# 2401 Aehlita
2401 Aehlita (1975 VM2) là một tiểu hành tinh vành đai chính được phát hiện ngày 2 tháng 11 năm 1975 bởi Smirnova, T. ở Nauchnyj.